# Точильник осиковий
Точильник осиковий (Xyletinus tremulicola) — вид жуків з родини точильників (Ptinidae).

## Поширення
Вид поширений в Північній Європі. Відомо 11 локалітетів у Швеції та 9 у Фінляндії.

## Опис
Дрібний жук, завдовжки близько 4 мм, чорно-коричневого забарвлення, подовженої форми. За зовнішнім виглядом він дуже схожий на інших жуків роду Xyletinus.

## Спосіб життя
Личинки живуть у товстій мертвій корі старих осик (Populus tremula) як на затінених, так і на відкритих ділянках. Однак, схоже, він надає перевагу вмираючим і мертвим деревам, що знаходяться на сонячній стороні.